# アメリカ合衆国の市民権

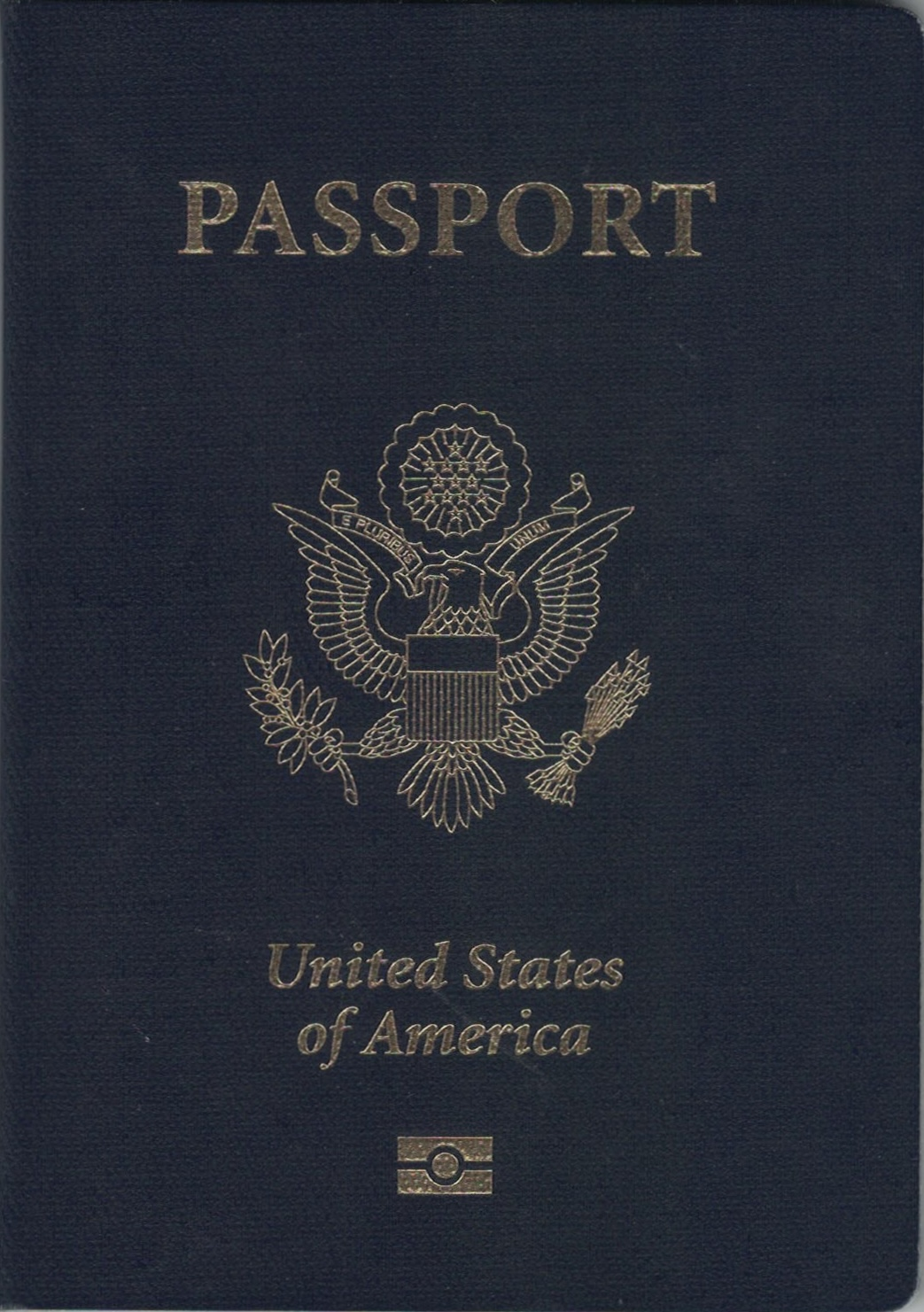
アメリカ合衆国パスポート

アメリカ合衆国の市民権（あめりかがっしゅうこくのしみんけん、英語: Citizenship of the United States）とは、アメリカ合衆国の法律上の構成員に付与された特定の権利、権限、義務、恩恵を伴う社会的地位、又は立場である。

## 概要
合衆国憲法の市民権条項 (Citizenship Clause) に従って、アメリカ合衆国領土内で出生した子、合衆国市民の父または母の下に生まれた子、および新たに市民権を取得した者 (naturalized citizen) は、自動的にアメリカ合衆国の市民となり同国の構成員となる。
市民権は、ある者がアメリカ合衆国において就労したり、連邦政府の行政や恩恵を受けたり、国政選挙で投票したり、陪審員としての法廷審理に参加したりするための一連の権利や義務があるかどうかを識別するうえでの法的指標となる。アメリカの法律では、外国籍の者が一定の条件のもとでアメリカ合衆国永住権を取得することが可能であり、永住取得から3年ないし5年後に市民権の申請が可能となる道が開かれている。市民権を取得していない外国籍人は、たとえ永住権保持者であっても、参政権がない、陪審員にはなれない、公務員になる制限がある、相続税や贈与税がかかるなどといった、市民権保持者とは一線を画く制約の下に置かれることになる。
市民権は、その所持者が放棄することもできる。また政府によって剥奪された場合市民権は消滅するが、市民権の回復も可能なものとなっている。
なお、米国国籍法では、二重国籍に関して特に言及はしていない。アメリカ合衆国政府は二重国籍の存在を認め、米国人が他の国籍を持つことを認めてはいるが、方針としては二重国籍を支持していない。

## 生得権
生得権とは、生まれながら持つ権利のこと。アメリカ合衆国憲法修正第14条に従い、アメリカ合衆国の領土内で出生すると、アメリカ合衆国の市民権およびパスポートが付与される。戦時中における敵国人は除かれる。年齢により、投票の権利を持てない、飲酒ができないなど、法的にいくつかの恩恵が制限される。

## 取得

### 要件
移民など市民権を持たない者がアメリカ合衆国の市民権を申請する場合、規定の国内居住年数を満たしていること、重罪の有罪判決を受けていないこと、移民局の判断でその人物が健全な精神をもっていると判断されること、アメリカ合衆国憲法に関する知識があること、老齢者や障害を持つ者を除き英語を理解し話せることなど、いくつかの要件を満たすことを求められる。管轄当局は United States Citizenship and Immigration Services, USCIS。

### 宣誓

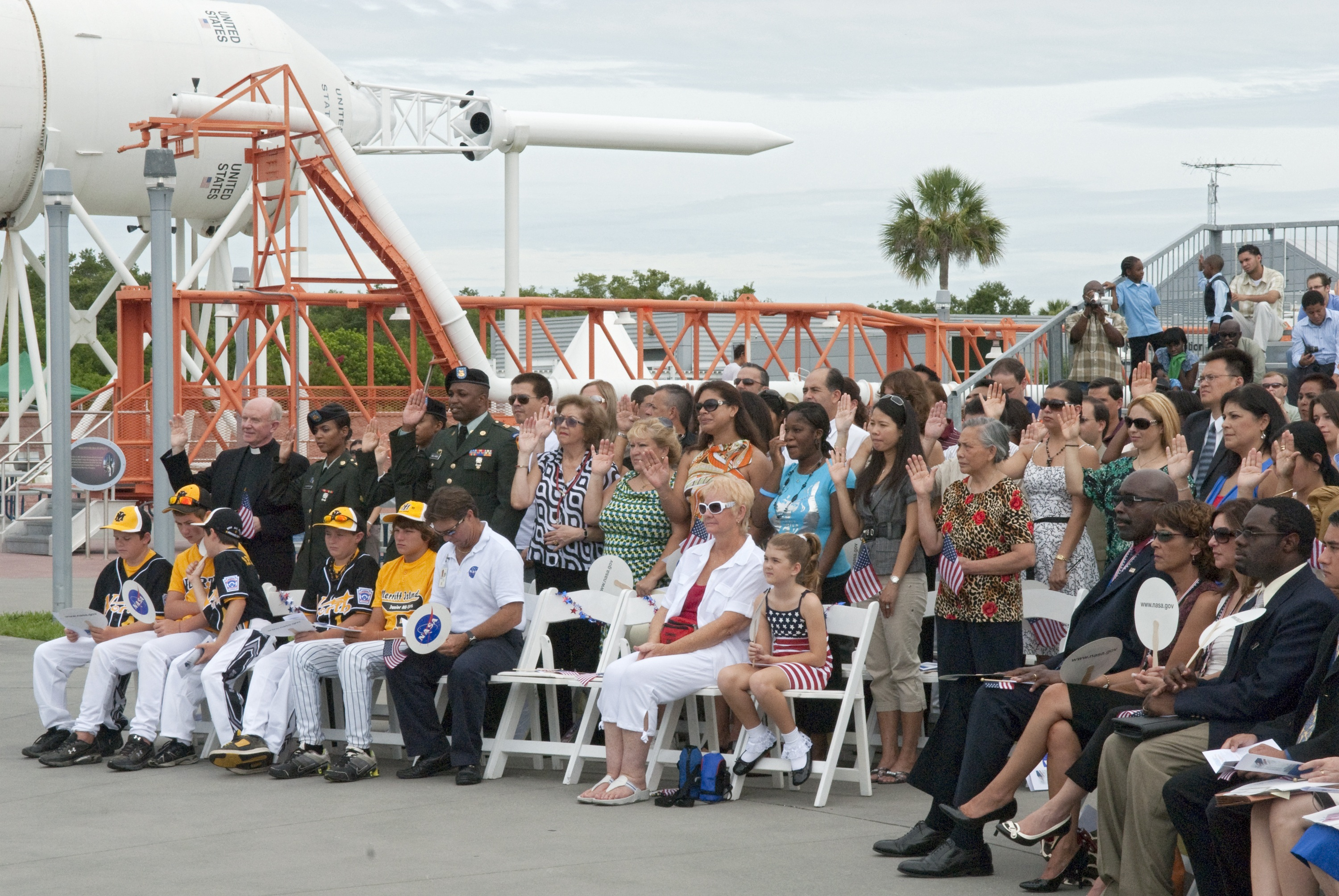
宣誓式でOath of Allegiance （忠誠の誓い）を行う移民

新たにアメリカ合衆国市民となる移民は、「Fourth of July 帰化セレモニー（Fourth of July, Naturalization Ceremony）」や「帰化宣誓セレモニー（Naturalization Oath Ceremony）」と呼ばれる宣誓式に出席し、すべての移民はその場で「Oath of Allegiance（忠誠の誓い）」と呼ばれる、アメリカ合衆国に対して忠誠を誓う宣誓を行う。
Oath of Allegiance （忠誠の誓い）には、下記の内容が含まれている。
- アメリカ合衆国憲法への忠誠の誓い
- 以前保持したすべての外国への忠誠の放棄の誓い
- 国内外の敵からアメリカ合衆国憲法を守る誓い
- 法律が定めた場合、兵役に従事する約束
- 国家の大事の際、法律が定めた市民としての義務を果たす約束

## 放棄
アメリカ人が市民権を放棄する場合は、2350ドルの手数料を支払い、所要の手続きを行う必要がある。外国にいる場合は現地のアメリカ大使館に出頭する必要がある。市民権の放棄者は、取得希望者と比べて圧倒的に少なく、2019年には2072人にとどまっていたが、2020年にはアメリカ国内に新型コロナウイルスの感染が拡大したことなどから、年前半だけで5800人を超える数となった。

## 市民権に関連すること
国土安全保障省は合衆国市民の権利と義務として以下の項目を挙げている。

### 権利
- 自己表現の自由
- 自己の欲求に基づく礼拝の自由
- 迅速で公正な陪審裁判
- 公職選挙の投票
- 市民権が必要な連邦職への応募
- 公職選挙への出馬
- 生命、自由、及び幸福追求の自由

### 義務
- 憲法の順守と擁護
- 地域社会に関わる問題への関心
- 民主的プロセスへの参加
- 連邦・州・地域の法の尊重と順守
- 他者の権利・信条・意見の尊重

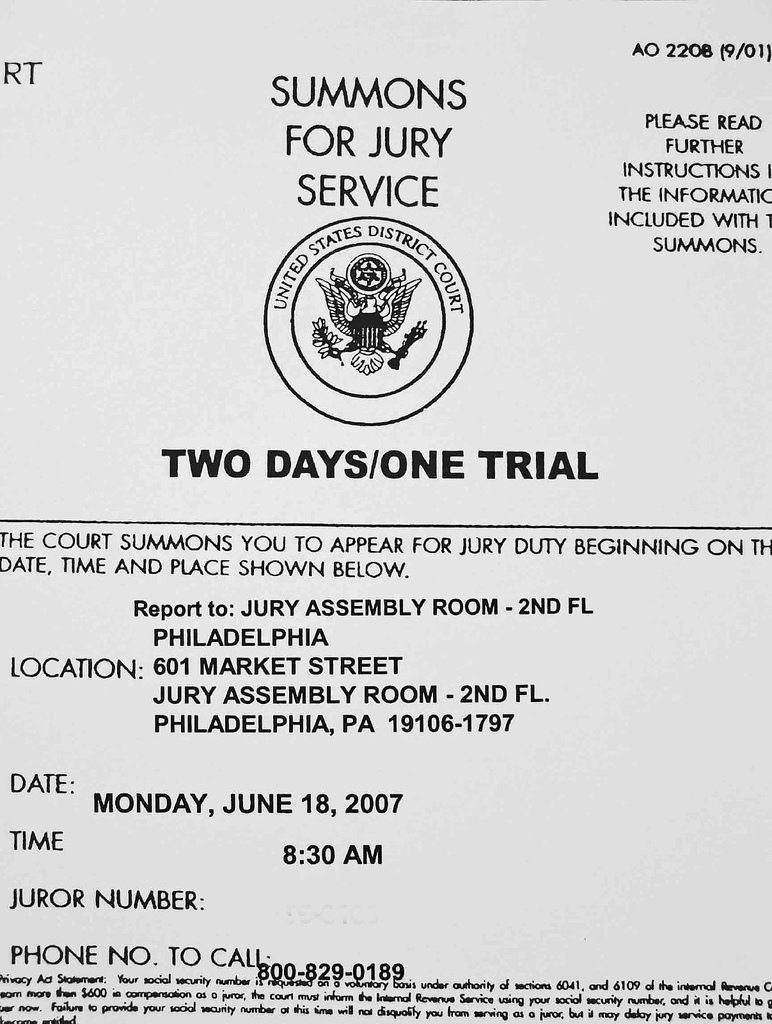
連邦地方裁判所から陪審員候補へ郵送された召喚状

- 連邦・州・地域の税務当局への誠実かつ延滞のない所得税及びその他の税の納税
- 陪審員候補として召喚された際の応召
- 戦事における国土防衛

### その他
- 海外旅行時の政府によるサポート：国外において危機的状況に陥ったり、拘束されたり、投獄されたりした場合、アメリカ合衆国連邦政府の保護や介入の申請を行うことができる[7]。
- 連邦政府の援助：収入の援助をはじめとする、市民権保持者に対する政府の援助やサービスを受けることができる。
- 市民権を取得することで、移民は国外退去処分を恐れながら暮らすことから解放される。
- アメリカ軍に志願入隊するには永住権があればよく市民権は問われない。志願した場合は通常よりも早く市民権取得の申請が可能となる。
- 大統領の要請によって合衆国議会の制定する法律に基づき、傑出した功績の認められる外国人に対して贈呈される「アメリカ合衆国名誉市民」は名誉称号であり、実際の市民権に準じる権利や義務は伴わない。